# Болгарско-латинские войны
Болгарско-латинские войны — серия конфликтов между Болгарским царством и Латинской империей в XIII веке.

## Предпосылки
В 1185 году в подконтрольной Византии Болгарии началось восстание под руководством братьев Петра, Асеня и Калояна, восстановившее болгарскую государственность. Когда в 1204 году крестоносцы двинулись на Византию, то болгары предложили военную помощь крестоносцам, но те её не приняли. 13 апреля 1204 года крестоносцы взяли Константинополь, и разделили территорию Византии между собой. На территории вокруг Константинополя образовалась Латинская империя, которая стала строить завоевательные планы в отношении бывших византийских земель — в том числе и Болгарии.

## Походы Калояна
В начале 1205 года вспыхнуло восстание византийцев в Дидимотихе (Дидимотихоне), где был перебит гарнизон крестоносцев; затем латиняне были изгнаны из Адрианополя. Восставшие обратились за помощью к Калояну, и тот двинулся на латинян. Император Балдуин, не дожидаясь Бонифация и своего брата Генриха, двинулся к Адрианополю и 14 апреля 1205 года потерпел там страшное поражение от армии Калояна, составленной из болгар и отряд половцев; Людовик Блуасский, Стефан де Перш и многие другие пали в битве. Сам император Балдуин был взят в плен и вскоре умер. Крестоносцы отступили в Константинополь.

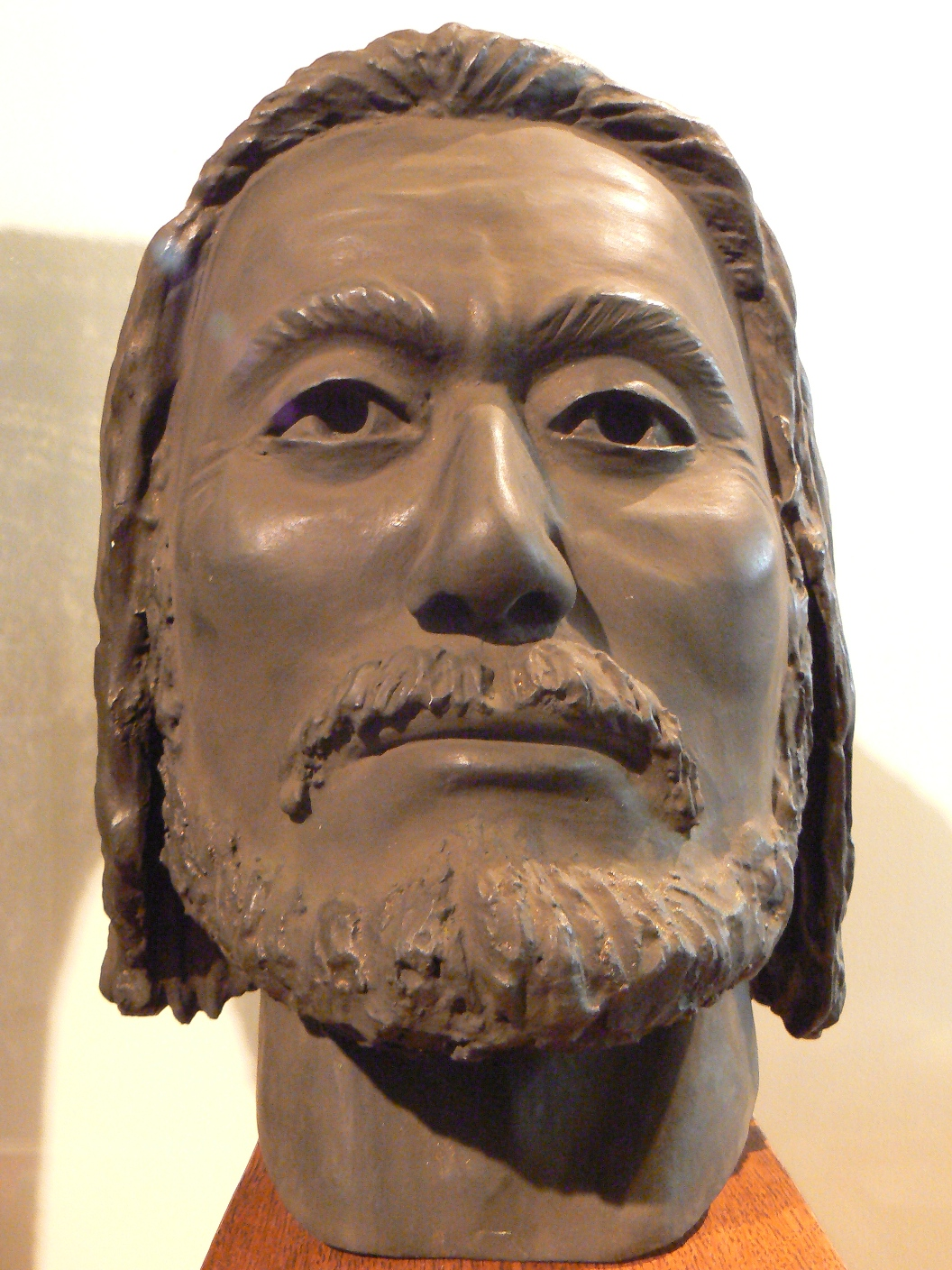
Реконструкция по черепу облика болгарского царя Калояна

Летом 1205 года Фракию покинули половцы, а также Калоян с частью восставших византийцев (болгары и повстанцы напали на вассала Латинской империи королевство Фессалоники). В этой ситуации новый император Латинской империи Генрих I Фландрский перешел в наступление (под его командованием было крупное войско до 100 рыцарей и 500 легких всадников) вместе с венецианским флотом. Несмотря на то, что он имел большие войска, восстановить контроль ему удалось лишь над частью фракийских городов.  
Между тем, болгары и часть византийских повстанцев, которые в 1205 году вторглись в земли фессалоникского королевства, успешно завоевали часть его территорий в течение 1205 года. Калоян взял город Серры, его  военачальник Чезмен достиг куда более опасного успеха для крестоносцев — он вступил в Фессалоники (столицу данного королевства). В этом городе болгары заручились поддержкой большей части населения. Тем не менее, фессалоникский король Бонифаций I Монферратский вернул контроль над столицей своего королевства. Позднее болгарские войска разбили его в битве при Серрах. Калоян смог взять Веррию. Итогом боевых действий стало то, что большая часть Южной и Юго-Восточной Македонии были отторгнуты от Королевства Фессалоники и присоединены к Второму Болгарскому царству.    
В 1206 году началось новое наступление болгар, в январе их союзники половцы раскинули стан под самым Константинополем. В 1206 году Калоян опустошал Фракию. Рыцари были разбиты в ряде стычек и отсиживались за стенами городов, а Фракия была разорена так, что и в XX веке можно было найти развалины городов, разрушенных болгарами. Калоян называл себя Ромеебойцей, говорил, что мстит за кровавые расправы над болгарами византийского императора Василия II Болгаробойцы. 
Войска Второго Болгарского царства разделились, часть осадила Адрианополь, другая направилась к Русиону. 31 января 1206 года болгары разбили латинские войска в битве при Русионе. В ходе вышеупомянутого наступления 1206 года болгарские войска смогли окружить и уничтожить отборный отряд рыцарей в Русии с сенешалом и маршалом де Лос. Болгары разрушили города Родосто (оставленный латинским гарнизоном), Паний, Даоний, Ираклию, Апр (взятый штурмом), Цурул (Чорлу), Филиппополь (город сдался). Население этих городов было уведено во Второе Болгарское царство. Во время наступления 1206 года болгары не соблюдали условия, на которых им сдавались города Фракии.  

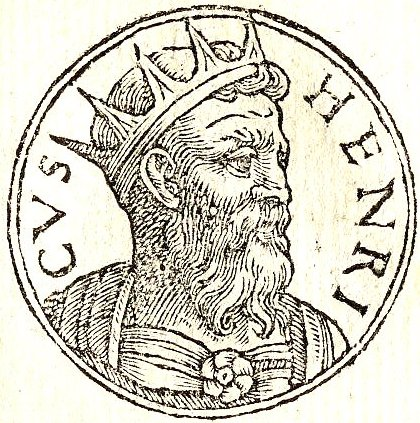
Император Латинской империи Генрих I Фландрский

Изменить ситуацию смог латинский император Генрих I Фландрский. Он пошел на уступки византийскому населению, что поспособствовало переходу части византийцев на его сторону. Этому содействовало и разорение Фракии, осуществленное болгарами. Во 2-й половине лета 1206 года латинские войска под руководством Генриха I перешли в наступление (которое произошло с задержкой из-за того, что рыцари какое-то время не хотели идти, ссылаясь на свою малочисленность). Рыцари пошли в поход на Адрианополь. Болгарский царь Калоян, опасаясь, что войска Латинской империи отрежут его от сообщения с землями Второго Болгарского царства, отступил туда. Таким образом, осада болгарами Дидимотихона (обороняемого византийцами, которые уже были на грани сдачи) была снята. Также войска Латинской империи заставили византийцев снять осаду Стенимака (где малочисленный отряд рыцарей продержался более года). Помимо этого, латинские войска установили свой контроль над Адрианополем. Позднее болгары взяли и разрушили Дидимотихон. Однако Генрих I Фландрский приследовал их войско, захватил болгарские города Веррию (Старую Загору), Крину и Влисимо, а затем отбил у них 20 000 пленных византийцев. Осенью 1206 года войска латинской империи во главе с императором Генрихом разорили земли Восточной Болгарии, очень сильно были разорены города Агафополь, Анхиал и Фермы, теплые воды у Бургаса. Причем, Генрих Фландрский смог одержать вышеуказанные победы в 1206 году без поддержки войск Венеции (союзника Латинской империи).     
В марте — апреле 1207 года Калоян осаждал Адрианополь, но болезни и нехватка провианта заставили его отступить. Во время данной осады болгары проводили разорение подконтрольной Латинской империи Фракии. В 1207 году ситуация для болгар ухудшилась, т. к. Латинская и Никейская империя заключили мирный договор, по условиям которого первая теряла многие земли в Малой Азии, но благодаря ему смогла освободить войска для войны со Вторым Болгарским царством. Летом 1207 года армия Латинской империи разорила болгарскую долину Тунджи. 4 сентября 1207 года Бонифаций Монферратский, король Фессалоникский, погиб в битве с болгарами близ Мосинополя. После этого Калоян осадил Фессалоники, но в октябре 1207 года был убит заговорщиками, царём стал его племянник Борил. Вскоре после смерти Калояна Второе Болгарское царство потеряло земли, которые он присоединил.

## Походы Борила
Сразу после воцарения Борила от Болгарии отложились некоторые сильные феодалы — Алексий Слав в Цепине и Стрез в Просеке. Воспользовавшись ослаблением Болгарии, латинский император Генрих I Фландрский повел против болгар своё войско, пополненное новыми рыцарями из Фландрии и Нормандии.
В 1208 году состоялась битва у Веррии, в ходе которой болгары утром напали на не готовых к бою латинян и разбили их. Однако, собравшись с силами, войска Латинской империи отступили к Филиппополю (окрестности которого уже были разорены). В это время болгарское войско подходило к латинской армии, но латинский император Генрих I Фландрский смог победить в этом сражении (несмотря на то, что болгарский царь Борил располагал 33-тысячным войском). 

Второе Болгарское царство при царе Бориле (на карте изображен период не ранее 1212 года). Территориальные потери: 1) Бело-коричневым — земли, захваченные Латинской империей. 2) Бело-оранжевым — земли, захваченные Рашкой (Сербией). 3) Бело-желтым — земли, захваченные Венгрией. Коричневым — земли, принадлежащие Стрезу Просекскому. Восточнее их находятся земли Алексея Славуса (регион Родопы)

После поражения у Филиппополя (второе название — битва под Пловдивом) Второе Болгарское царство полностью потеряло контроль над Фракией. В 1208 году правитель области Ахрида в Родопах, а также Мелника Алексей Слав стал автономным вассалом Латинской империи, женился на внебрачной дочери императора Генриха I, который обещал поддержку его борьбы за болгарский престол и еще более расширить его владения. В его землях он разместил дружину франков и дружину византийцев во главе со своим братом Евстахием с целью контроля.   
Летом 1209 года или в 1210 году правитель Эпирского царства Михаил I Комнин Дука вторгся в Королевство Фессалоники, он захватил знатных пленных, включая коннетабля данного королевства Аме Буффу (к пленным во время похода Михаил относился жестоко, а Буффу и 4 других пленников распял). Эпирские войска взяли несколько крепостей. Михаил заключил союз с самостоятельным болгарским правителем Стрезом Просекским. Однако на помощь своему вассалу пришел латинский император Генрих, он вытеснил эпирцев и болгар из Королевства Фессалоники, а также захватил значительные земли, принадлежавшие Михаилу I Комнину Дуке и Стрезу Просекскому. По данным Ф. И. Успенского, это были лучшие земли данных правителей. Согласно Ф. И. Успенскому, латинский император «гонялся» за эпирским правителем по горной Албании, но неудачно. Генрих прервал боевые действия из-за опасности нападения болгарского царя Борила на Константинополь, латинский император повел свои войска туда в марте 1211 года, оставив в Фессалониках для помощи королеве Маргит Венгерской своего брата Евстахия и графа Каценелленбогена. Ф. И. Успенский считает, что если бы Генриху не пришлось уйти, то Михаил I Комнин Дука и Стрез Просекский могли бы потерять свои земли. Однако войска Второго Болгарского царства заняли наиболее короткий путь, Генрих не располагал достаточными силами для сражения и «предпочел уклониться» к морю, но позднее латинский император получил подкрепление из своей столицы и перешел в наступление на болгар, а те отступили в горы. Когда Генрих вернулся в Константинополь, болгары напали на Королевство Фессалоники, но их нападение было отбито, обороной  королевства руководили брат Генриха Евстахий и графа Каценелленбоген. По мнению Ф. И. Успенского, болгарское вторжение 1211 года Стрез Просекский и Борил не осуществляли вместе и были разбиты поодиночке. Изначально потерпел поражение Стрез. Эпирский правитель Михаил I Комнин Дука вступил в союз с Латинской империей, после чего они вместе напали на Стреза Просекского. Ф. И. Успенский пишет, что Стрез был разбит на Пелагонийском поле. Болгарский историк И. Божилов придерживается иного мнения, по которому Борил оказал поддержку Стрезу, когда латиняне и эпирцы вторглись в западные владения Стреза, но объединенная болгарская армия была разбита в битве при Битоле (лето 1211 года). Осенью 1211 года Борил напал на Королевство Фессалоники и был разбит.     
Позднее Генрих и Борил заключили мир и договорились о совместных действиях против Сербии. Вскоре был заключен брак Генриха с дочерью Калояна, свадьбу пышно отпраздновали в Константинополе.

## Союз болгар и никейцев
В 1228 году императором Латинской империи стал 11-летний Балдуин II де Куртене; его обручили с дочерью родственного дому Куртенэ болгарского царя Ивана Асеня, обещавшегося отнять у Феодора Ангела завоеванные им земли. Союза с Болгарией, однако, не желало духовенство, решившееся привлечь на сторону империи Иоанна Бриеннского, бывшего короля иерусалимского; Мария, дочь его, должна была сделаться невестой Балдуина, а сам он — принять титул императора и обязанности регента.
В ходе никейско-латино-болгарской войны (1233—1241) войска Никейской империи и Второго Болгарского царства осадили столицу Латинской империи Константинополь в 1235 году. Однако осаждавшие потерпели поражение в битве на суше и в морском сражении. После чего вынуждены были снять осаду.  
В 1236 году никейский император Иоанн III Дука Ватац лично встретился с царём Иваном Асенем, и сын никейского императора, Феодор Ласкарис, был обручен с дочерью болгарского царя Еленой. Был заключён антилатинский союз, и никейское войско из Лампсака перешло на европейский берег, овладело Галлиполи и другими городами, в то время как болгары угрожали стенам Константинополя. Подконтрольная латинянам территория фактически сократилась до стен Константинополя, и никейцы с болгарами занялись выяснением отношений между собою. В итоге никейцы в 1261 году взяли Константинополь, уничтожили Латинскую империю и восстановили Византию.

## Сражения болгаро-латинских войн
| Битва                   | Год  | Болгарский командующий | Латинский командующий   | Итог                                           |
| ----------------------- | ---- | ---------------------- | ----------------------- | ---------------------------------------------- |
| Битва под Адрианополем  | 1205 | Калоян                 | Балдуин I               | Победа Болгарии                                |
| Битва за Серрес         | 1205 | Калоян                 | Генрих I Фландрский     | Победа Болгарии                                |
| Битва при Русионе       | 1206 | Калоян                 | Тьерри де Термонд       | Победа Болгарии                                |
| Битва при Родосто       | 1206 | Калоян                 | Генрих I Фландрский     | Победа Болгарии                                |
| Битва при Мессинополисе | 1207 | Борил                  | Бонифаций Монферратский | Победа Болгарии                                |
| Битва при Берии         | 1207 | Борил                  | Генрих I Фландрский     | Победа Болгарии                                |
| Битва за Филиппополь    | 1208 | Борил                  | Генрих I Фландрский     | Победа Латинской империи                       |
| Осада Константинополя   | 1235 | Иван Асен II           | Иоанн де Бриенн         | Победа Латинской империи. Двухлетнее перемирие |